# Bessy (Sängerin)
Bessy Argyraki (griechisch Μπέσσυ Αργυράκη, * 1957 in Athen) ist eine griechische Pop- und Schlagersängerin.

## Leben und Wirken
Ihre Karriere begann 1973. Sie sang Schlager, Pop- und Discotitel in griechischer Sprache. Darunter waren auch griechische Versionen bekannter Popsongs wie Stayin’ Alive (Bee Gees) oder Ella elle l’a (France Gall).
Zusammen mit drei weiteren Sängern trat sie für Griechenland beim Eurovision Song Contest 1977 an. Mit dem Popsong Mathema Solfege erreichte die Gruppe den fünften Platz.
Ihre Hauptzeit waren die 1970er und frühen 1980er Jahre. Nach einer Babypause wurde sie noch einmal musikalisch aktiv, ihr letztes Album wurde 1997 veröffentlicht.